# Carlos Montalvo García
Carlos Montalvo García es un deportista cubano que compitió en piragüismo en la modalidad de aguas tranquilas. Ganó una medalla de bronce en el Campeonato Mundial de Piragüismo de 2009, y una medalla de bronce en el Juegos Panamericanos de 2007.

## Palmarés internacional
| Campeonato Mundial   | Campeonato Mundial      | Campeonato Mundial | Campeonato Mundial |
| Año                  | Lugar                   | Medalla            | Competición        |
| -------------------- | ----------------------- | ------------------ | ------------------ |
| 2009                 | Dartmouth (Canadá)      | Medalla de bronce  | K2 1000 m          |
| Juegos Panamericanos |                         |                    |                    |
| Año                  | Lugar                   | Medalla            | Competición        |
| 2007                 | Río de Janeiro (Brasil) | Medalla de bronce  | K4 1000 m          |